# Moudawa
Moudawa est une localité du Cameroun située dans la commune de Moutourwa, le département du Mayo-Kani et la Région de l'Extrême-Nord, au pied des monts Mandara, à proximité de la frontière avec le Tchad.

## Population
Moudawa comptait 1 132 habitants, dont 567 hommes et 565 femmes, lors du dernier recensement de 2005.